# 阿什頓 (明尼蘇達州)
阿什頓（英語：Ashton）是位於美國明尼蘇達州威諾納縣普萊森特希爾鎮區的一個鬼鎮。

## 歷史
阿什頓的郵局於1891年4月28日設立，其後於1902年11月29日停運。

## 地理
阿什頓所處的海拔為高於海平面442米（即1450英呎），而該地所採用的時區為UTC-6，即北美中部時區（CST）。同時該地設有夏令時間，為UTC-6調快一小時，即UTC-5（CDT）。